# Nohutlu
Nohutlu ist ein Dorf (Köy) im Landkreis Pülümür der türkischen Provinz Tunceli. Im Jahr 2011 lebten in Nohutlu 7 Menschen.